# 陳九川
陳九川（1494年—1562年），字惟濬，號竹亭、明水，江西撫州府臨川縣人，明朝政治人物。

## 生平
其母夢吞星而娠，十九歲時為李夢陽所知。正德八年（1513年）癸酉科江西鄉試舉人，九年（1514年）甲戌科進士。授太常寺博士，從王守仁遊學，明武宗南巡之爭時，與舒芬、夏良勝、萬潮連疏進諫，被縛跪午門五日，廷杖五十，削籍為民，跟王守仁完成學業。
明世宗即位後，起復原職，升禮部主客司郎中，當時外國向明進貢玉石，陳九川簡去其不堪者，而該國所求蟒衣，不為奏覆，怒駡譯者胡士紳等，被胡士紳誣陷而下詔獄，適逢張璁、桂萼打算排擠費宏，囑咐胡士紳再誣陷陳九川盜取進貢的玉飾製帶，供詞牽連兵部郎中張𦒎、錦衣指揮張潮等。吏科都給事中解一貫論救，明世宗不准，陳九川被戍鎮海衛，數年後放歸。後來遊覽天台、雁宕、羅浮、九華、匡廬等各地名山，在各地講學，諸公謂陳九川辨駁甚嚴。嘉靖四十一年（1562年）卒。